# Signalisation verticale des virages en France
La signalisation verticale des virages repose sur des balises routières améliorant les conditions de franchissement des virages, en fonction des contraintes que le virage imposent aux conducteurs. Cette signalisation est un enjeu important pour la sécurité des usagers, sachant par exemple qu'en France 40 % des accidents mortels sur le réseau principal de rase campagne se produisent en virage.

## Facteurs de sécurité
Les accidents en virage sont dus à la différence entre la vitesse d’approche et la vitesse dans le virage ; le resserrement du rayon de courbure ; la lisibilité du virage ; sa visibilité et sa longueur du virage.
- Lisibilité du virage : l’environnement doit être compréhensible rapidement et facilement pour l’usager afin qu’il puisse adapter son comportement à la situation qu’il va rencontrer.

- Visibilité sur le virage : le conducteur doit avoir suffisamment de temps pour adapter son comportement lorsqu’il voit le début du virage.

- Visibilité dans le virage : plus le virage est long, plus il est accidentogène. L’usager doit percevoir clairement la longueur du virage.

## Choix des équipements
Trop souvent la signalisation des virages ne respecte pas suffisamment deux des principes de base de la signalisation rappelés dans le préambule de la première partie du livre I sur la signalisation routière (arrêté du 7 juin 1977) :
- l'homogénéité qui exige que, dans des conditions identiques, l'usager rencontre des signaux de même valeur implantés suivant les mêmes règles ;
- la simplicité qui amène à limiter le nombre de signaux aux capacités d'assimilation des usagers.

La recherche de l'équipement le mieux adapté à chaque situation (panneaux A 1, balises J1, balises J4...) pose souvent un problème de choix entre divers impératifs parfois difficiles à concilier.
La circulaire n° 78-110 du 23 août 1978 relative aux recommandations sur la signalisation des virages donnait des recommandations en matière d’implantation des équipements de signalisation, mais ne préconisait pas de technique rationnelle pour le choix le plus adapté de l’équipement à la situation rencontrée.
Ce manque a été comblé par un rapport d’étude du SETRA de mai 2000 proposant une méthode de sélection des virages à signaler et du niveau de signalisation à implanter. En février 2001, le conseil général de Seine-Maritime publiait un guide pratique illustrant cette méthode. Avec l’arrêté du 8 avril 2002, la hiérarchisation de la signalisation est intégrée dans l’instruction sur la signalisation routière. Enfin le SETRA reprenait alors une grande partie de ce guide pratique pour publier en juillet 2002 un guide pratique intitulé « Comment signaler les virages ? Signalisation verticale ».

## Évaluation des vitesses

### Vitesse dans le virage
Pour rendre compte des vitesses pratiquées par les usagers, on utilise au niveau international la vitesse V85 en dessous de laquelle roulent 85 % des usagers, en condition de circulation fluide.
Cette vitesse est fonction des caractéristiques géométriques du site, particulièrement des courbes et des rampes. Ainsi pour une route à deux voies :
- Vitesse V85 en fonction du rayon, nommée ici Vd

{\displaystyle V_{d}={\frac {102}{\left(1+{\frac {346}{R^{1{,}5}}}\right)}}}

### Vitesse en approche
La vitesse en approche est estimée à partir de la vitesse calculée dans le virage précédent avec une accélération de 0,8 m/s2 dans l’alignement droit jusqu’à 75 mètres du début du virage.
La formule est la suivante :
{\displaystyle V_{a}=\left(V_{d-1}^{2}\times \left(0{,}8-g\times {\frac {P_{e}}{100}}\right)\times \left(\operatorname {min} (Aldroit,Distagglo)-75\right)\right)^{\frac {1}{2}}}
Avec :
- Va : Vitesse d’approche (en m/s)
- Vd-1 : Vitesse dans le virage précédent (en m/s)
- g : Accélération de la pesanteur égale à 9,8 m/s2
- Pe : Pente en amont du virage affectée du signe – si descente et du signe + si montée,
- min : Minimum entre les deux valeurs,
- Aldroit : Longueur de alignement droit en amont du virage (m). Si Aldroit ou Distagglo ≤ 75, alors (min [Aldroit, Distagglo] – 75) = 0, c’est-à-dire Va = Vd-1
- Distagglo : Distance de l’agglomération en amont du virage (en m).

Pour convertir des m/s en km/h, on multiplie par 3,6 ;

Pour convertir des km/h en m/s, on divise par 3,6.
Par ailleurs la vitesse dans le virage Vd et la vitesse d’approche Va sont limitées à 102 km/h.

## Hiérarchisation des virages
Les virages sont classés en quatre catégories selon la différence entre la vitesse d’approche et la vitesse dans le virage.
| Classe de virage | Différence de vitesse      | Signalisation                                                                                   |
| ---------------- | -------------------------- | ----------------------------------------------------------------------------------------------- |
|                  | Va - Vd < 8 km/h           | Aucune signalisation. Ajouter un panneau A1 si la visibilité en approche du virage est mauvaise |
|                  | 8 km/h ≤ Va - Vd < 16 km/h | Balises J1 et panneau A1 si la visibilité sur le virage est mauvaise                            |
|                  | 16 km/h ≤Va - Vd < 40 km/h | Panneau A1 + balises J1 + balise J4 trichevrons                                                 |
|                  | Va - Vd ≥ 40 km/h          | Panneau A1 + balises J4 monochevrons dans toute la courbe                                       |

## Contrôle de sécurité d’une route existante
Le principe d’un contrôle de sécurité des équipements routiers sur une route existante consiste à analyser si les équipements en place sont bien conformes à ceux préconisés par la théorie et la réglementation.
Elle comprend cinq étapes :
- Recueil des données de bases et en particulier des rayons de courbure, soit par une méthode automatique d’acquisition de données à l’aide d’appareils à grand rendement, soit par mesure sur le terrain ;
- Calcul automatisé de la vitesse d’approche et de la vitesse dans le virage ;
- Visite sur le site de jour et de nuit ;
- Application de règles de sur ou sous-classement selon les critères de lisibilité, visibilité sur le virage, visibilité dans le virage, resserrement du rayon de courbure, compatibilité avec la courbe amont, longueur du virage, accidents dans le virage.